# Teniers (familie)

Wapenschild van de familie Teniers

Teniers is een familie die gedurende de 17e eeuw gekend was door verschillende renaissancekunstenaars, die geboren zijn in hun rangen.
De familie was afkomstig uit Ath, als afstammelingen van Thomas Taisnière en Catherine de l'Issue, maar verhuisde naar Antwerpen, waar Juliaen Tynier poorter werd geregistreerd. Onder de vele familieleden was ook Joannes Chrysostomus Teniers, abt van St-Michiels in Antwerpen. Verschillende leden huwden met andere kunstenaarsgeslachten, waaronder de Familie Brueghel.

## Familieleden
- Juliaan Teniers
- Johannes Taisnerius, astronoom
- Abraham Teniers
- David Teniers I (1582-1649), Zuid-Nederlands schilder
- David Teniers II (1610-1690), Zuid-Nederlands schilder (zoon van voorgaande)
- David Teniers III (1638-1685), Zuid-Nederlands schilder (zoon van voorgaande)
- Joannes Chrysostomus Teniers, abt van St-Michiels in Antwerpen
- Guillaume-Albert Teniers, muzikant uit Leuven.